# Francesco Bertinetti
Francesco Bertinetti, conosciuto in Francia come François Bertinet (Roma, 1653 – Roma, 1686), è stato un medaglista italiano.
Protetto di Nicolas Fouquet, fu incarcerato nella Conciergerie per otto anni. Durante la prigionia si dedicò alla realizzazione di medaglie e cere.
Scarcerato per ordine reale, di lui restano una medaglia raffigurante Luigi XIV di Francia e un'altra raffigurante Nicolas Fouquet.